# Cascate del Clyde
Cascate del Clyde (in inglese Falls of Clyde) è il nome collettivo di quattro cascate o linn (il termine in lingua scots per cascata) formate dal fiume Clyde nei pressi di New Lanark (South Lanarkshire, Scozia).

## Descrizione

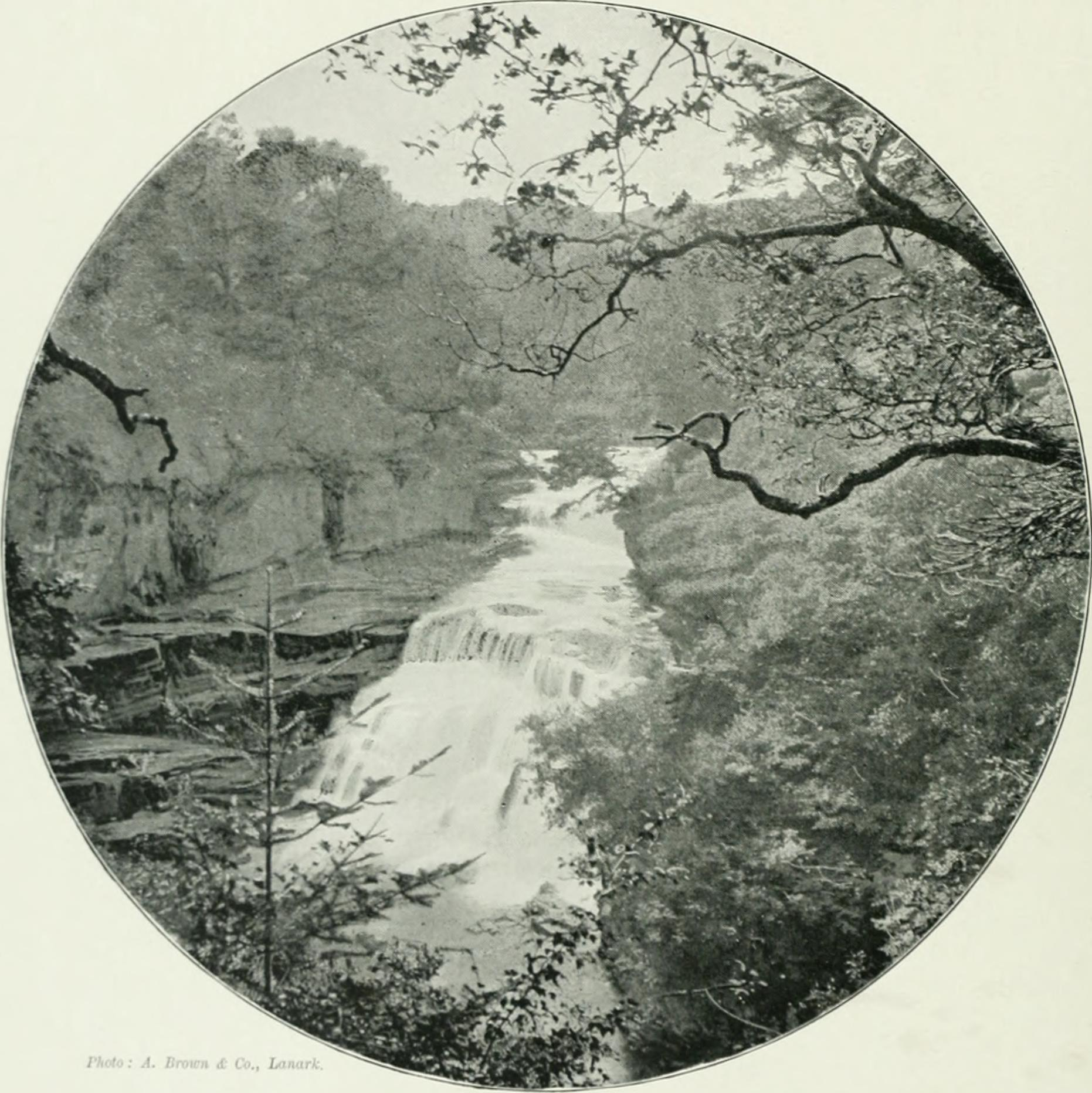
Corra Linn: foto del 1897 (A. Brown)

Le cascate del Clyde comprendono tre salti d'acqua a monte di New Lanark, e cioè  Bonnington Linn, Corra Linn e Dundaff Linn, e quello di Stonebyres Linn, alcune miglia più a valle. Con i suoi 26 metri o 84 piedi Corra Linn è il più alto dei quattro .

## Storia

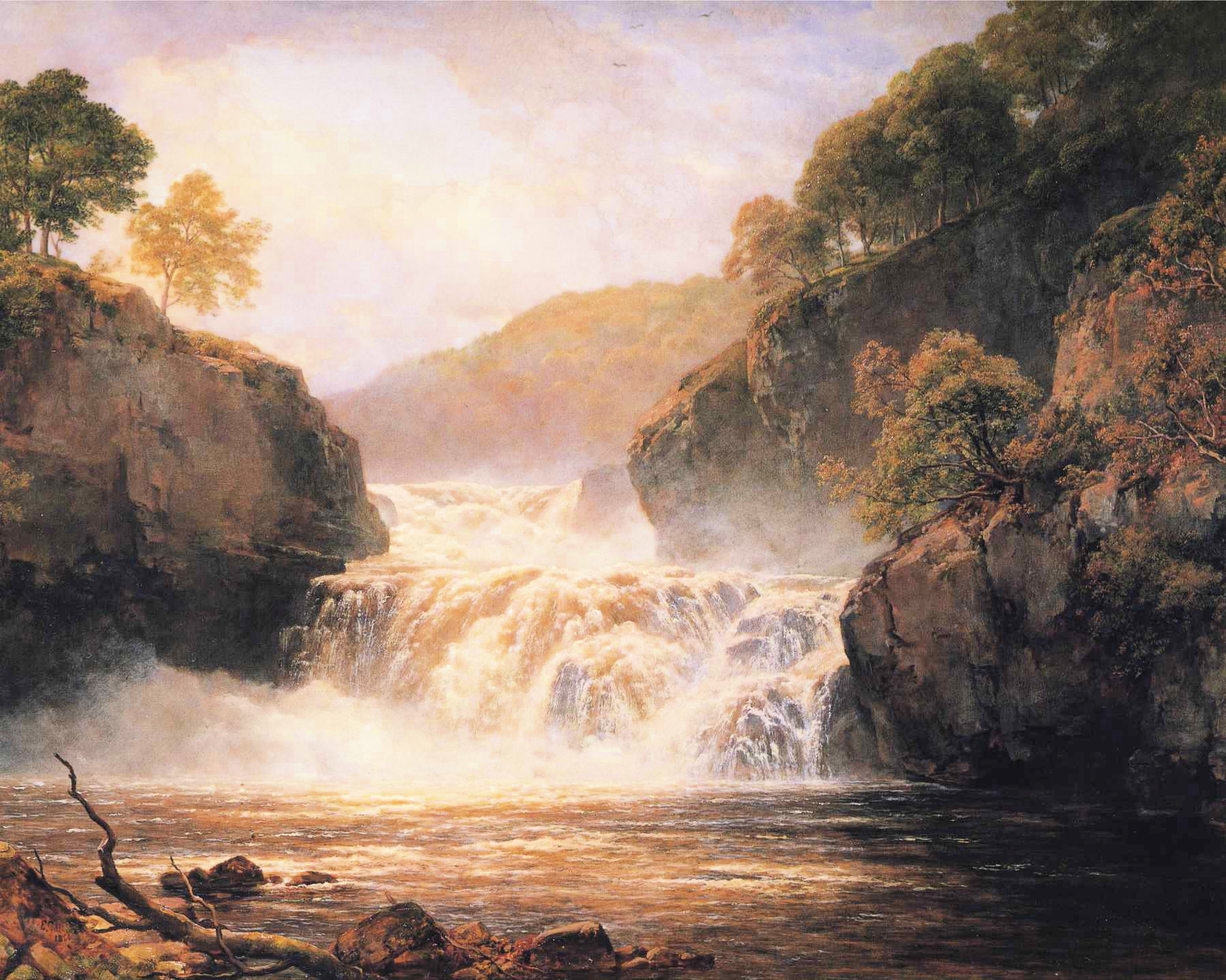
Falls in the Clyde Corry Lynn, 1866, Edmund Marriner Gill

La presenza del Clyde e delle sue cascate favorì la creazione del villaggio operaio di New Lanark. L'area delle cascate è da molto tempo una nota meta turistica; particolarmente grandiose nei periodi nei quali il fiume è in piena, offrono comunque uno spettacolo interessante anche con portate minori. Nel XIX secolo i Wordsworths, Coleridge e Sir Walter Scott visitarono le cascate. Nel 1802 William Wordsworth dedicò a Corra Linn, la più alta delle cascate del Clyde, alcuni famosi versi. Corra Linn è anche stata dipinta da numerosi artisti, tra i quali J. M. W. Turner. Il suo nome viene dal gaelico currach, che indica un luogo paludoso. Una leggenda narra di una Cora figlia di re Malcolm II, che avrebbe perso la vita saltando nella cascata nel tentativo di sfuggire ad un immaginario pericolo.
Presso Corra Linn si trova il Bonnington Pavilion, un edificio costruito probabilmente nel 1708 da Sir John Carmichael of Bonnington. La costruzione era dotata di specchi sulla sua parete posteriore, così che quando le sue porte venivano aperte i visitatori avevano l'illusione di trovarsi al di sotto della cascata. Il Corra Castle, un castello del XV secolo che si trova non lontano dalla cascata, ospita una significativa popolazione di diverse specie di pipistrelli.

## Protezione della natura
Le Falls of Clyde sono un Site of Special Scientific Interest (Sito di particolare interesse scientifico), e fanno parte della Riserva naturale dei boschi del Clyde (Clyde Valley Woodlands National Nature Reserve), un'area di bosco misto che comprende zone di querceto semi-naturale ed alcuni piantamenti di conifere. Offre un habitat adatto ad animali come il tasso, il capriolo e più di 100 specie di uccelli. La zona è anche ben nota come sito di nidificazione del falco pellegrino. La riserva naturale ha messo in opera un impianto video che consente al pubblico di vedere, senza disturbare gli animali, i nidi degli uccelli e osservarne le cure parentali. L'area è anche un habitat adeguato per la lontra, il martin pescatore e l'ormai piuttosto rara lampreda di ruscello. A New Lanark si trova un centro visitatori dedicato all'area protetta e alla sua fauna, gestito dallo Scottish Wildlife Trust.

## La centrale idroelettrica

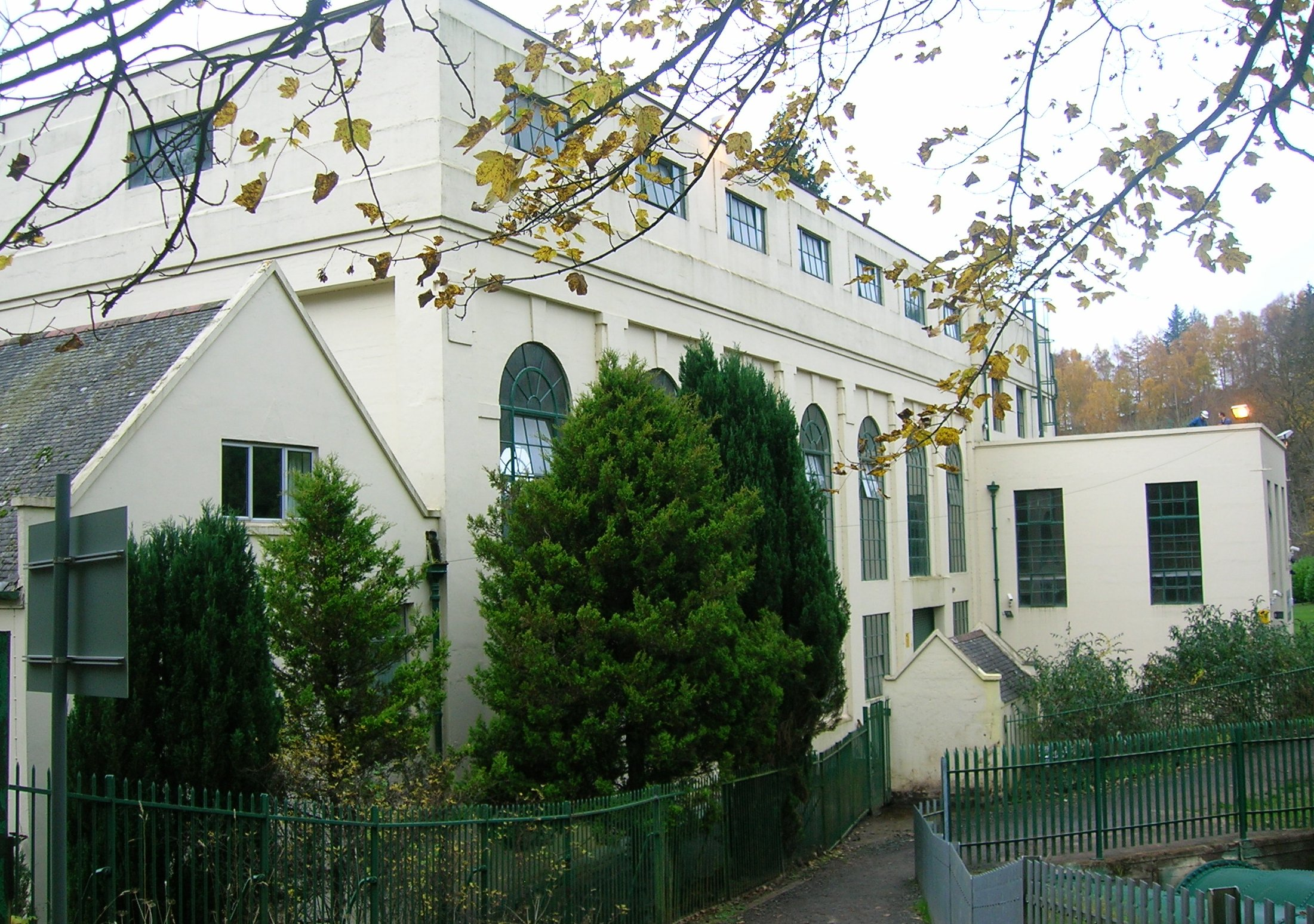
La centrale di Bonnington

Tra Corra Linn e Dundaff Linn si trova impianto idroelettrico chiamato Lanark Hydro Electric Scheme, la cui opera di presa idrica è situata presso Bonnington Linn. La centrale fu progettata nel 1925 con la supervisione di Sir Edward MacColl e completata nel 1926; è considerata la prima centrale idroelettrica del Regno Unito  La potenza prodotta è di circa 11 megawatt. Un'altra centrale idroelettrica si trova presso Stonebyres Linn, circa tre miglia a valle di Corra Linn, e produce circa 6 megawatt. Entrambe sono gestite da Scottish Power.

## Escursionismo
L'itinerario escursiontico Clyde walkway passa nei pressi delle quattro cascate e termina alla Bonnington Linn.

## Galleria d'immagini

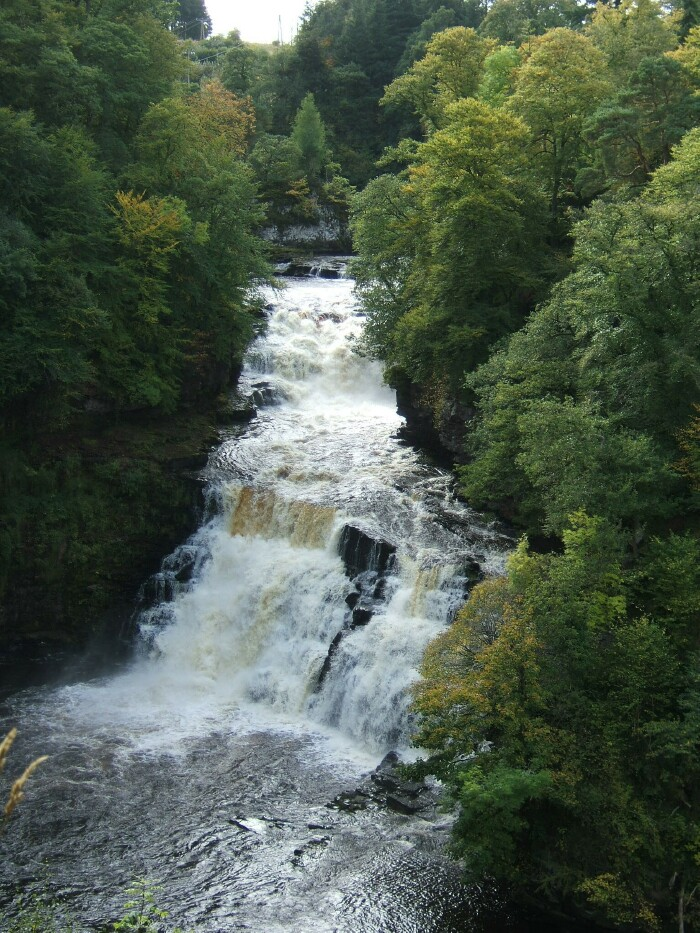
Corra Linn
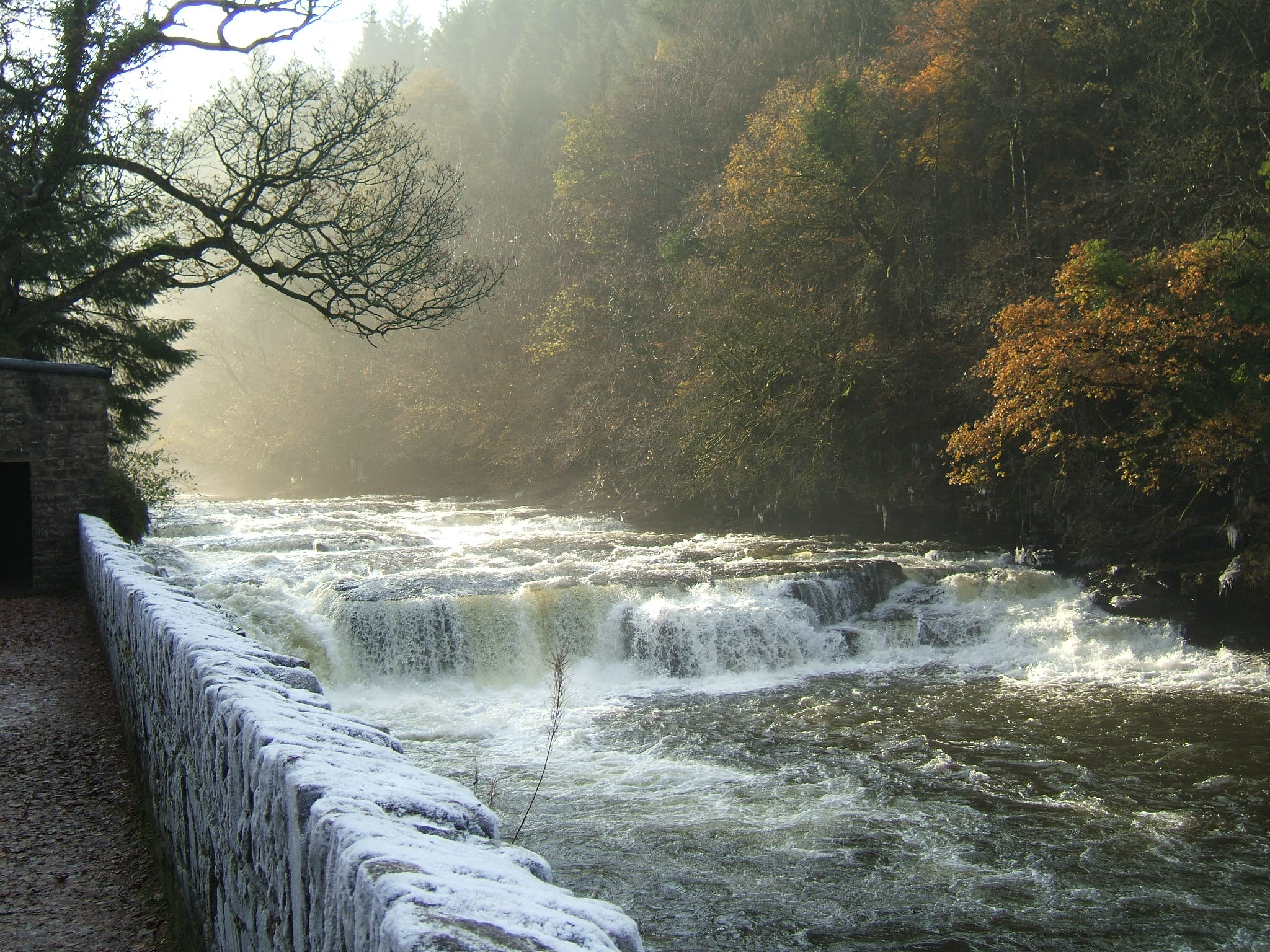
Dundaff Linn at New Lanark in inverno
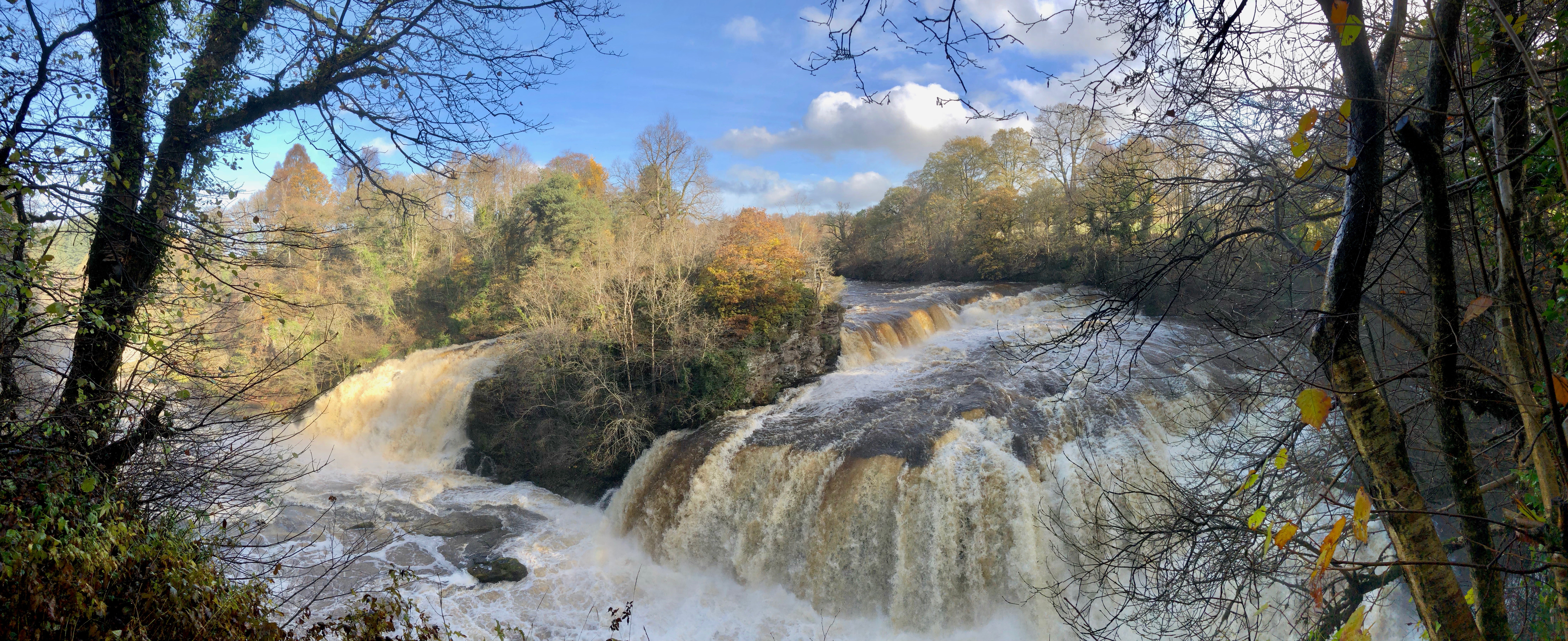
Bonnington Linn dalla riva occidentale del Clyde
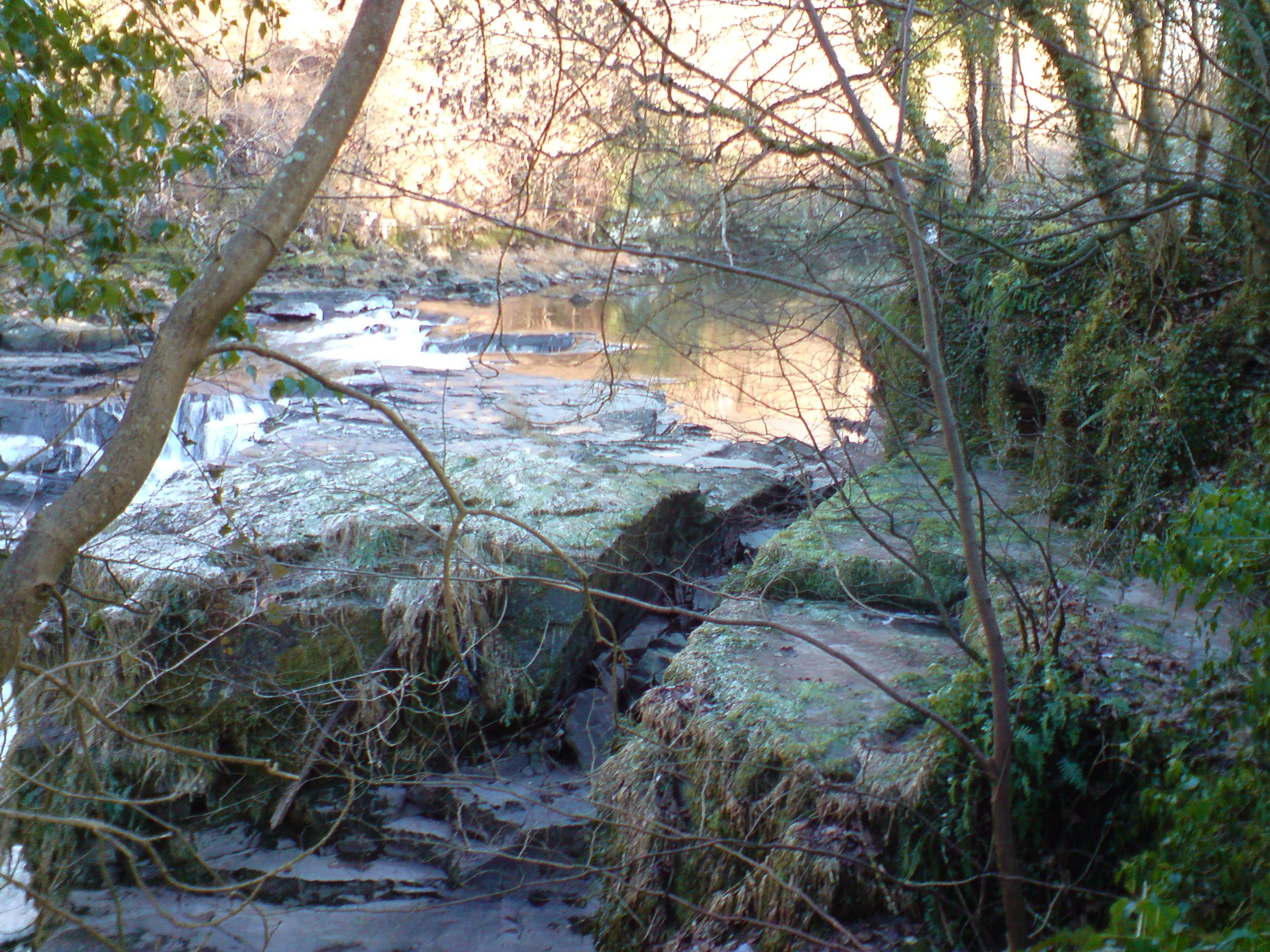
Stonebyres Linn